# Golden Globe du meilleur acteur dans un second rôle dans une série musicale, comique ou dramatique
Le  Golden Globe du meilleur acteur dans un second rôle dans une série musicale, comique ou dramatique (Golden Globe Award for Best Supporting Actor in a Television Series/Musical-Comedy or Drama) est une récompense télévisuelle décernée depuis 2023 par la Hollywood Foreign Press Association
Elle remplace le Golden Globe du meilleur acteur dans un second rôle dans une série, une mini-série ou un téléfilm qui est désormais remplacé par deux nouvelles catégories :
- Golden Globe du meilleur acteur dans un second rôle dans une série musicale, comique ou dramatique (Golden Globe Award for Best Supporting Actor in a Television Series/Musical-Comedy or Drama)
- Golden Globe du meilleur acteur dans un second rôle dans une mini-série, une anthologie ou un téléfilm (Golden Globe Award for Best Supporting Actor in a Limited Series/Anthology or Motion Picture Made for Television)

## Palmarès
Note : le symbole « ♕ » rappelle le gagnant de l'année précédente (si nomination).

### Années 2020
- 2023 : Tyler James Williams pour le rôle de Gregory Eddie dans Abbott Elementary
  - John Lithgow pour le rôle de Harold Harper dans The Old Man
  - Jonathan Pryce pour le rôle de Philip Mountbatten dans The Crown
  - John Turturro pour le rôle d'Irving Bailiff dans Severance
  - Henry Winkler pour le rôle de Gene Cousineau dans Barry